# Снігова королева (фільм, 2012)
«Снігова королева» (рос. Снежная королева) — російський комп'ютерний 3D-мультфільм створений анімаційною студією Wizart Animation у 2012 році. Фільм є першим фільмом франшизи про Снігову королеву студії «Wizart Animation». 
Фільм вийшов у широкий російський прокат 27 грудня 2012 року. Фільм вийшов у широкий український прокат 31 грудня 2012 року; для українського прокату український дистриб'ютор «Aurora Films» не створив українського дубляжу і фільм демонструвався з оригінальною російською озвучкою.
Українською фільм було вперше дубльовано у 2015 році. Головну героїню Снігову Королеву дублювала народна артистка України Ольга Сумська.

## Сюжет
У прагненні створити Новий світ — холодний і практичний, де чіткість ліній покликана замінити почуття, а північний вітер повинен остудити людські душі, Снігова Королева позбавляється від всіх представників творчих професій. Маленькій і сміливій Ґерді, дочки, майстра Веґарда що відправляється в небезпечну подорож, щоб врятувати свого брата Кая, належить зіткнутися з цим холодним світом Снігової королеви. Долаючи труднощі та перешкоди на шляху до своєї мети, Ґерда знаходить не тільки родину, але й віру в себе, знаходить підтримку нових друзів.

## Ролі озвучували
| Персонаж         | Оригінал          | Український дубляж   |
| ---------------- | ----------------- | -------------------- |
| Ґерда            | Нюша              | Дарина Муращенко     |
| Троль            | Іван Охлобистін   | ?                    |
| Снігова Королева | Галина Тюніна     | Ольга Сумська        |
| Вихователь       | Дмитро Нагієв     | Олег Лепенець        |
| Донька отаманки  | Ліза Арзамасова   | Катерина Буцька      |
| Квіткарка        | Людмила Артем'єва | Лідія Муращенко      |
| Король           | Юрій Стоянов      | Анатолій Зіновенко   |
| Отаманка         | Ганна Ардова      | Лариса Руснак        |
| Кай              | Раміля Іскандер   | Лідія Муращенко      |
| Крамарка         | Ольга Шорохова    | Ірина Дорошенко      |
| Лапландка        | Ольга Шорохова    | Ольга Радчук         |
| Майстер Веґард   | Михайло Тіхонов   | Андрій Твердак       |
| Принц            | Михайло Тіхонов   | Павло Скороходько    |
| Слуга            | Михайло Тіхонов   | Дмитро Завадський    |
| Уна              | Ольга Зубкова     | Катерина Буцька      |
| Принцеса         | Ольга Зубкова     | Катерина Брайковська |
| Дзеркало         | Ольга Зубкова     | Ольга Сумська        |
| Озеро Ґао        | Ольга Зубкова     | ?                    |
| Лута             | Ерін Фітцжеральд  | Ерін Фітцжеральд     |

Дубльовано студією «1+1 Production» на замовлення телеканалу «1+1».
- Диктор — Андрій Мостренко

## Виробництво
Мультфільм був створений воронезькою студією Wizart Animation (со-продюсер InlayFilm). Сценарій до мультфільму написали Владлен Барбе і Вадим Свешніков. Режисерами виступили: Максим Свешніков, який здобув популярність як сценарист мультфільмів «Альоша Попович і Тугарин Змій», «Добриня Микитич та Змій Горинич», «Ілля Муромець і Соловей Розбійник», «Білка і Стрілка. Зоряні собаки», і Владлен Барбе. У роботі над мультфільмом брали участь близько 100 людей.
Сюжет в цілому відповідає казці Андерсена, але є і відмінності. Як розповів Максим Свешников, «це буде історія з впізнаваними персонажами, але розказана сучасною кіномовою». У мультфільмі з'явилися герої, яких не було в оригіналі. Також, за заявою режисера, були переосмислені образи Ґерди і Снігової королеви. Для озвучування ролей задіяні Іван Охлобистін, Юрій Стоянов, Людмила Артем'єва. Ґерду озвучила співачка Нюша.
Мультфільм «Снігова Королева» вийшов в прокат на рік раніше аналогічного проекту студії The Walt Disney Company «Крижане серце» (англ. «Frozen»).

## Нагороди
- 2013 — У Всеросійському дитячому центрі «Орлёнок» завершився XVII Фестиваль візуальних мистецтв — Диплом в номінації «Чарівна анімація» отримав фільм «Снігова Королева» реж. Владлен Барбе і Максим Свешніков.

## Сиквели
1 січня 2015 року в прокат на території Росії вийшов сиквел мультфільму — «Снігова королева 2: Перезаморозка».
Приблизно через 2 роки, 29 грудня 2016 року, вийшла третя частина — «Снігова королева 3: Вогонь і лід». Четверта частина вийде 1 січня 2019 року — "Снігова Королева 4: Задзеркалля.